# Saint-Cyr-de-Favières
Saint-Cyr-de-Favières település Franciaországban, Loire megyében. Lakosainak száma 1028 fő (2022. január 1.). Saint-Cyr-de-Favières Parigny, Vendranges, Commelle-Vernay, Cordelle, Neaux, Notre-Dame-de-Boisset és Saint-Priest-la-Roche községekkel határos.

## Népesség
A település népessége az elmúlt években az alábbi módon változott:
| Lakosok száma | 480  | 696  | 710  | 802  | 815  | 867  | 917  | 961  | 994  | 1028 |
|               | 1968 | 1982 | 1990 | 2006 | 2013 | 2015 | 2017 | 2019 | 2020 | 2022 |